# Coppa di Bulgaria 2021-2022 (pallavolo maschile)
La Coppa di Bulgaria 2021-2022, 64ª edizione della coppa nazionale di pallavolo maschile, si è svolta dal 21 al 31 gennaio 2022: al torneo hanno partecipato sedici squadre di club bulgare e la vittoria finale è andata per la terza volta all'Hebăr.

## Regolamento
La formula ha previsto ottavi di finale, quarti di finale, semifinali e finale, giocate in gara unica.

## Squadre partecipanti
| - Beroe - Botev Lukovit - CSKA Sofia - Deja - Dobrudža - Dunav Ruse - Hebăr - Levski Sofia | - Lokomotiv Plovdiv - Marek Junion-Ivkoni - Montana - Neftohimik - Pirin - Rakovski - Slavia Sofia - Slivnishki Geroy |

## Torneo

### Tabellone
|  | Ottavi di finale    | Ottavi di finale |  |  | Quarti di finale | Quarti di finale |       |   | Semifinali | Semifinali |            |   | Finale | Finale |  |
|  |                     |                  |  |  |                  |                  |       |   |            |            |            |   |        |        |  |
|  | Hebăr               | 3                |  |  |                  |                  |       |   |            |            |            |   |        |        |  |
|  | Dobrudža            | 0                |  |  | Hebăr            | 3                |       |   |            |            |            |   |        |        |  |
|  | Dunav Ruse          | 3                |  |  | Dunav Ruse       | 0                |       |   |            |            |            |   |        |        |  |
|  | Botev Lukovit       | 0                |  |  |                  |                  |       |   | Hebăr      | 3          |            |   |        |        |  |
|  | Deja                | 3                |  |  |                  |                  | Deja  | 0 |            |            |            |   |        |        |  |
|  | Slivnishki Geroy    | 0                |  |  | Deja             | 3                |       |   |            |            |            |   |        |        |  |
|  | CSKA Sofia          | 3                |  |  | CSKA Sofia       | 0                |       |   |            |            |            |   |        |        |  |
|  | Lokomotiv Plovdiv   | 0                |  |  |                  |                  |       |   | Hebăr      | 3          |            |   |        |        |  |
|  | Beroe               | 0                |  |  |                  |                  |       |   |            |            | Neftohimik | 1 |        |        |  |
|  | Neftohimik          | 3                |  |  | Neftohimik       | 3                |       |   |            |            |            |   |        |        |  |
|  | Rakovski            | 0                |  |  | Montana          | 0                |       |   |            |            |            |   |        |        |  |
|  | Montana             | 3                |  |  |                  |                  |       |   | Neftohimik | 3          |            |   |        |        |  |
|  | Slavia Sofia        | 0                |  |  |                  |                  | Pirin | 0 |            |            |            |   |        |        |  |
|  | Levski Sofia        | 3                |  |  | Levski Sofia     | 1                |       |   |            |            |            |   |        |        |  |
|  | Pirin               | 3                |  |  | Pirin            | 3                |       |   |            |            |            |   |        |        |  |
|  | Marek Junion-Ivkoni | 0                |  |  |                  |                  |       |   |            |            |            |   |        |        |  |

### Risultati

#### Ottavi di finale
| 21 gennaio 2022 Sportna Zala Vasıl Levski, Pazardžik Durata: 1h:19 - Spettatori: 250  | Hebăr        | 3 - 0 | Dobrudža            | 25-21, 25-21, 29-27 |
| 21 gennaio 2022 Sportna Zala Dunav, Ruse Durata: 0h:55 - Spettatori: 100              | Dunav Ruse   | 3 - 0 | Botev Lukovit       | 25-22, 25-15, 25-9  |
| 21 gennaio 2022 Palazzetto dello Sport Mladost, Burgas Durata: 1h:18 - Spettatori: 80 | Deja         | 3 - 0 | Slivnishki Geroy    | 25-23, 25-20, 25-20 |
| 22 gennaio 2022 Zala Vasil Simov, Sofia Durata: ? - Spettatori: 15                    | CSKA Sofia   | 3 - 0 | Lokomotiv Plovdiv   | 25-14, 25-12, 25-15 |
| 22 gennaio 2022 Sportna zala Ivan Vazov, Stara Zagora Durata: 1h:08 - Spettatori: 100 | Beroe        | 0 - 3 | Neftohimik          | 26-28, 13-25, 16-25 |
| 21 gennaio 2022 Sportna zala Dan Kolov, Sevlievo Durata: 1h:02 - Spettatori: 105      | Rakovski     | 0 - 3 | Montana             | 23-25, 22-25, 19-25 |
| 21 gennaio 2022 Sportna zala Panayot Pondalov, Sofia Durata: 1h:23 - Spettatori: 50   | Slavia Sofia | 0 - 3 | Levski Sofia        | 22-25, 21-25, 32-34 |
| 21 gennaio 2022 Sportna zala Septemvri, Razlog Durata: 1h:08 - Spettatori: 200        | Pirin        | 3 - 0 | Marek Junion-Ivkoni | 25-17, 25-20, 25-19 |

#### Quarti di finale
| 29 gennaio 2022 Palazzetto dello Sport Mladost, Burgas Durata: 1h:07 - Spettatori: 100 | Hebăr        | 3 - 0 | Dunav Ruse | 25-13, 25-18, 25-18        |
| 29 gennaio 2022 Palazzetto dello Sport Mladost, Burgas Durata: 1h:06 - Spettatori: 100 | Deja         | 3 - 0 | CSKA Sofia | 25-14, 25-15, 25-16        |
| 29 gennaio 2022 Palazzetto dello Sport Mladost, Burgas Durata: 1h:15 - Spettatori: 400 | Neftohimik   | 3 - 0 | Montana    | 25-16, 25-19, 25-21        |
| 29 gennaio 2022 Palazzetto dello Sport Mladost, Burgas Durata: 1h:29 - Spettatori: 50  | Levski Sofia | 1 - 3 | Pirin      | 13-25, 25-19, 21-25, 23-25 |

#### Semifinali
| 30 gennaio 2022 Palazzetto dello Sport Mladost, Burgas Durata: 1h:07 - Spettatori: 300 | Hebăr      | 3 - 0 | Deja  | 25-15, 25-17, 25-14 |
| 30 gennaio 2022 Palazzetto dello Sport Mladost, Burgas Durata: 1h:07 - Spettatori: 300 | Neftohimik | 3 - 0 | Pirin | 25-15, 25-18, 25-15 |

#### Finale
| 31 gennaio 2022 Palazzetto dello Sport Mladost, Burgas Durata: 2h:00 - Spettatori: 1 100 | Hebăr | 3 - 1 | Neftohimik | 25-23, 25-27, 25-23, 25-21 |

## Statistiche
| Rendimento individuale | Rendimento individuale | Rendimento individuale | Rendimento individuale |
| Pos.                   | Nome                   | Punti                  | Squadra                |
| ---------------------- | ---------------------- | ---------------------- | ---------------------- |
| 1                      | Július Firkaľ          | 63                     | Neftohimik             |
| 2                      | Nikolaj Učikov         | 57                     | Neftohimik             |
| 3                      | Bradley Gunter         | 52                     | Hebăr                  |
| 4                      | Vitalij Vasil'jev      | 46                     | Deja                   |
| 5                      | Todor Aleksiev         | 45                     | Hebăr                  |

| Attacchi vincenti | Attacchi vincenti | Attacchi vincenti | Attacchi vincenti |
| Pos.              | Nome              | Punti             | Squadra           |
| ----------------- | ----------------- | ----------------- | ----------------- |
| 1                 | Nikolaj Učikov    | 54                | Neftohimik        |
| 2                 | Július Firkaľ     | 51                | Neftohimik        |
| 3                 | Todor Aleksiev    | 41                | Hebăr             |
| 3                 | Bradley Gunter    | 41                | Hebăr             |
| 5                 | Vitalij Vasil'jev | 38                | Deja              |

| Muri vincenti | Muri vincenti      | Muri vincenti | Muri vincenti |
| Pos.          | Nome               | Punti         | Squadra       |
| ------------- | ------------------ | ------------- | ------------- |
| 1             | Kostadin Gadzhanov | 10            | Pirin         |
| 2             | Vitalij Vasil'jev  | 8             | Deja          |
| 2             | Viktor Josifov     | 8             | Hebăr         |
| 4             | Július Firkaľ      | 7             | Neftohimik    |
| 4             | Nikolaj Kolev      | 7             | Neftohimik    |
| 4             | Teodor Todorov     | 7             | Hebăr         |

| Battute vincenti | Battute vincenti  | Battute vincenti | Battute vincenti |
| Pos.             | Nome              | Punti            | Squadra          |
| ---------------- | ----------------- | ---------------- | ---------------- |
| 1                | Bradley Gunter    | 7                | Hebăr            |
| 2                | Samuil Valchinov  | 6                | Levski Sofia     |
| 3                | Kaloyan Balabanov | 5                | Neftohimik       |
| 3                | Július Firkaľ     | 5                | Neftohimik       |
| 3                | Stefan Ivanov     | 5                | Dunav Ruse       |
| 3                | Jacopo Massari    | 5                | Hebăr            |